# 김종창 (연출가)
김종창(1965년 ~ )은 대한민국의 연출자이다.

## 생애
1991년 KBS 드라마본부 PD로 입사하였다. 1996년 드라마게임  《우체국에 가면 잃어버린 사랑을 찾을 수 있을까》를 연출하면서 데뷔하였다. KBS를 퇴사한 후 11년만에 KBS 2TV 주말연속극 《세상에서 제일 예쁜 내 딸》로 KBS 드라마를 연출한다.

## 경력
- 대덕남초등학교
- 대덕중학교
- 광주동신고등학교
- 서강대학교 영어영문학과 학사
- KBS 드라마본부 PD
- 지앤지프로덕션 PD

## 연출 작품
- 세상에서 제일 예쁜 내 딸 (2019)
- MISS 맘마미아 (2015)
- 가시나무새 (2011)
- 미워도 다시 한 번 2009 (2009)
- 행복한 여자 (2007)
- 장밋빛 인생 (2005)
- 애정의 조건 (2004)
- 노란 손수건 (2003)
- 햇빛 사냥 (2002)
- 동양극장 (2001)
- 종이학 (1998)
- 그대 나를 부를 때 (1997)
- 첫사랑 (1996)
- 우체국에 가면 잃어버린 사랑을 찾을 수 있을까 (1996)

## 수상 경력
- 1993년 한국방송대상 지역사회부문 우수상
- 2003년 제5회 남녀평등방송상 대상
- 2006년 제42회 백상예술대상 방송부문 연출상

## 참고 사항
- 이영국 PD와는 대학교(서강대)-KBS 공채 선후배 관계이다.
- 신창석 PD와는 KBS 드라마본부의 공채(18기) 동기다.